# 伊尔洛奇考

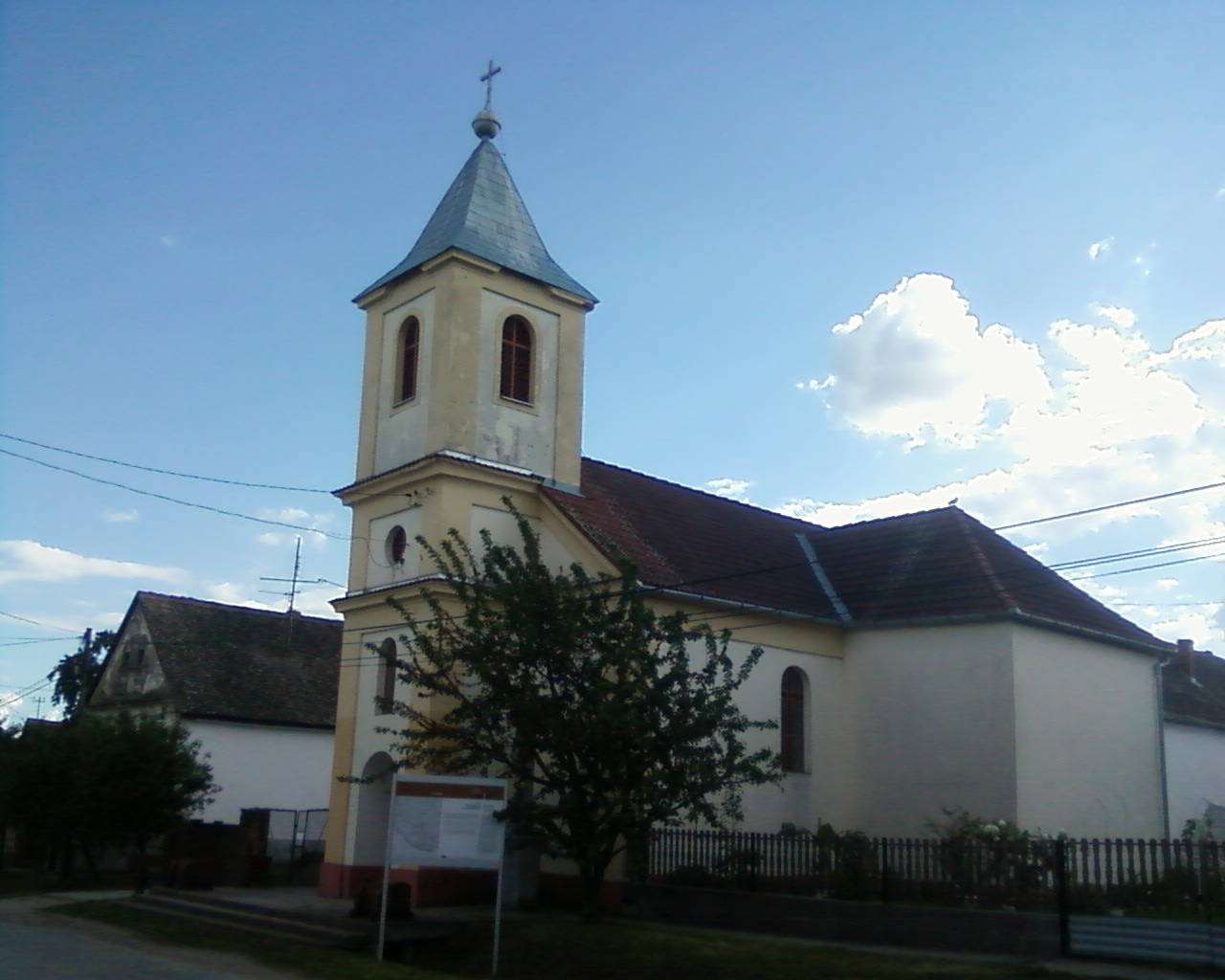
伊尔洛奇考的罗马天主教堂

伊尔洛奇考，是匈牙利巴兰尼亚州所辖的一个村。总面积15.10平方公里，总人口240，人口密度15.9人/平方公里（2011年1月1日）。